# Пахистахис
Пахи́стахис (лат. Pachystachys) — род растений семейства Акантовые, включающий в себя около 12 видов, произрастающих в тропических и субтропических областях Америки.

## Виды
- Pachystachys badiospica Wassh.
- Pachystachys coccinea (Aubl.) Nees
- Pachystachys fosteri Wassh.
- Pachystachys incarnata Wassh.
- Pachystachys killipii Wassh.
- Pachystachys longibracteata Wassh.
- Pachystachys lutea Nees — Пахистахис жёлтый
- Pachystachys ossolae Wassh.
- Pachystachys puberula Wassh.
- Pachystachys rosea Wassh.
- Pachystachys schunkei Wassh.
- Pachystachys spicata (Ruiz & Pav.) Wassh.